# Markus Buchheit
Markus Buchheit, né le 11 août 1983 à Deux-Ponts, est un homme politique allemand, membre de l'Alternative pour l'Allemagne (AfD).

## Biographie
Markus Buchheit grandit à Preith (de)/Pollenfeld et fréquente le Willibald-Gymnasium à Eichstätt. Il étudie les sciences politiques et le droit à l'université de Bayreuth et à la Hochschule für Politik de Munich. Il est membre des fraternités étudiantes Corps Pomerania-Silesia Bayreuth et Germania Munich.
À partir de 2014, Markus Buchheit travaille au Parlement européen : d'abord comme assistant de Franz Obermayr (FPÖ), membre du Parlement européen, puis comme conseiller sur les questions commerciales pour le groupe parlementaire ENF, qui est membre du Club européen du FPÖ.
D'abord membre de la CSU, en 2016, il devient membre de l'AfD. En mai 2019 il est élu au Parlement européen pour l'AfD. Il est réélu en 2024 et siège au groupe de L'Europe des nations souveraines.